# Angela White
Angela White (4 de març de 1985; Sydney) és una actriu pornogràfica, directora, productora i model eròtica australiana.

## Biografia
White va néixer a Sydney el 1985. Va començar la seva carrera en la pornografia el 2003, molt poc temps després de complir els divuit anys.
A aquesta edat, White va ser la primera model australiana que va posar als Estats Units per a la revista Score, que li va permetre rodar les seves primeres escenes en una pel·lícula titulada A Day with Angela White. Ha aparegut en revistes, com en la versió australiana de Penthouse, en Cosmopolitan, Beat o Time Out, així com en el periòdic Sydney Morning Herald.
En 2007 va ser nomenada Model de l'any per la revista Voluptuous, i en 2009 el seu nom va aparèixer en el Top Ten del grup Score de les Deu models de la dècada.
En 2010 es va presentar com a candidata en les eleccions regionals de l'estat australià de Victòria amb el partit polític Australian Sex Party, en el qual va lluitar pels drets dels treballadors sexuals. Va rebre més publicitat quan algunes còpies de les seves pel·lícules van ser enviades a la Fiscalia General, en un intent de reduir la regulació de la indústria pornogràfica. Però va tenir més promoció en els mitjans quan va arribar a protagonitzar al costat de Zara Stardust, candidata i companya del Australian Sex Party, una escena de sexe.
En 2011 es va graduar amb honors per la Universitat de Melbourne en Estudis de gènere. Per a la seva tesi, White va dur a terme una recerca qualitativa sobre les experiències d'artistes femenines en la indústria de la pornografia d'Austràlia. El seu interès per la política de gènere la va portar a estudiar un any en el prestigiós Institut d'Estudis Polítics de París, on va tenir una relació amb el presentador de televisió franc-algerià Rachid Arab. També va mantenir una relació sentimental amb l'actriu porno nord-americana Phoenix Marie.
En 2013, el portal XBIZ la va proclamar l'actriu pornogràfica amb més projecció d'Austràlia.
Ha actuat en més de 240 pel·lícules fins avui, sent moltes de les seves primeres amb escenes de masturbació o lesbianes. No va tenir la seva primera escena noi/noia fins a 2011, en la pel·lícula Angela White Finally Fucks.
Així mateix, també porta una prolifera carrera com a directora, havent dirigit més de 120 pel·lícules, moltes de les quals també ha protagonitzat i moltes d'elles sota el segell de la seva pròpia productora – AGW Entertainment. A més d'això, White també ha portat una carrera com camgirl. En una entrevista que va concedir al portal AVN, Angela White va parlar sobre el molt que gaudia connectant amb els seus fans a través de la cámera web, sense veure el moment de deixar de fer-ho. Veia que era un espectacle en viu, alternatiu i amb bons resultats per lluitar contra la pirateria.
Entre els seus treballs destaquen les duplas d'Angela 1 & 2, Angela Loves Men 1 & 2 i Angela Loves Women 1 & 2, així com Big Tit Overload, Dirty Talk 5, Perfect Natural Breasts, Raw 28, Stags and Vixens o Straight Up Anal 3.
En 2016 es va endur tres premis AVN. Va tocar premis per Millor lloc web, i per la pel·lícula Angela 2 els guardons de Millor escena de sexe oral i Millor escena de sexe lesbià en grup (al costat de les actrius Alexis Texas i Anikka Albrite), així com el Premi XBIZ a l'Artista femenina estrangera de l'any.